# Église Saint-Bonnet de Saint-Bonnet-la-Rivière
Pour les articles homonymes, voir Église Saint-Bonnet.
L'église Saint-Bonnet est une église catholique située à Saint-Bonnet-la-Rivière, dans le département français de la Corrèze, en région Nouvelle-Aquitaine.
Elle fait l'objet d'une protection au titre des monuments historiques.

## Généralités
L'église Saint-Bonnet est située dans l'ouest du département français de la Corrèze, au sud du bourg de Saint-Bonnet-la-Rivière.
Placée sous le patronage de saint Bonnet, évêque de Clermont au VIIe – VIIIe siècle, elle est la propriété de la commune.

## Histoire
Remplaçant une précédente église incendiée, l'église Saint-Bonnet est bâtie au début du XVIIe siècle, remployant cependant un portail du XIe ou XIIe siècle,. La première messe y est célébrée en 1608.
Jusqu'à la Révolution, l'église dépend de l'abbaye de Solignac.
La sacristie est ajoutée à l'est, derrière le chœur, au XIXe siècle. Le décor intérieur en faux marbre daterait des années 1870.
L'édifice est classé au titre des monuments historiques le 2 juin 1911.
Des sondages archéologiques sont effectués en 2003, mettant au jour de nombreux ossements laissant supposer une « vocation initiale d'ossuaire ou de chapelle funéraire ».

## Architecture

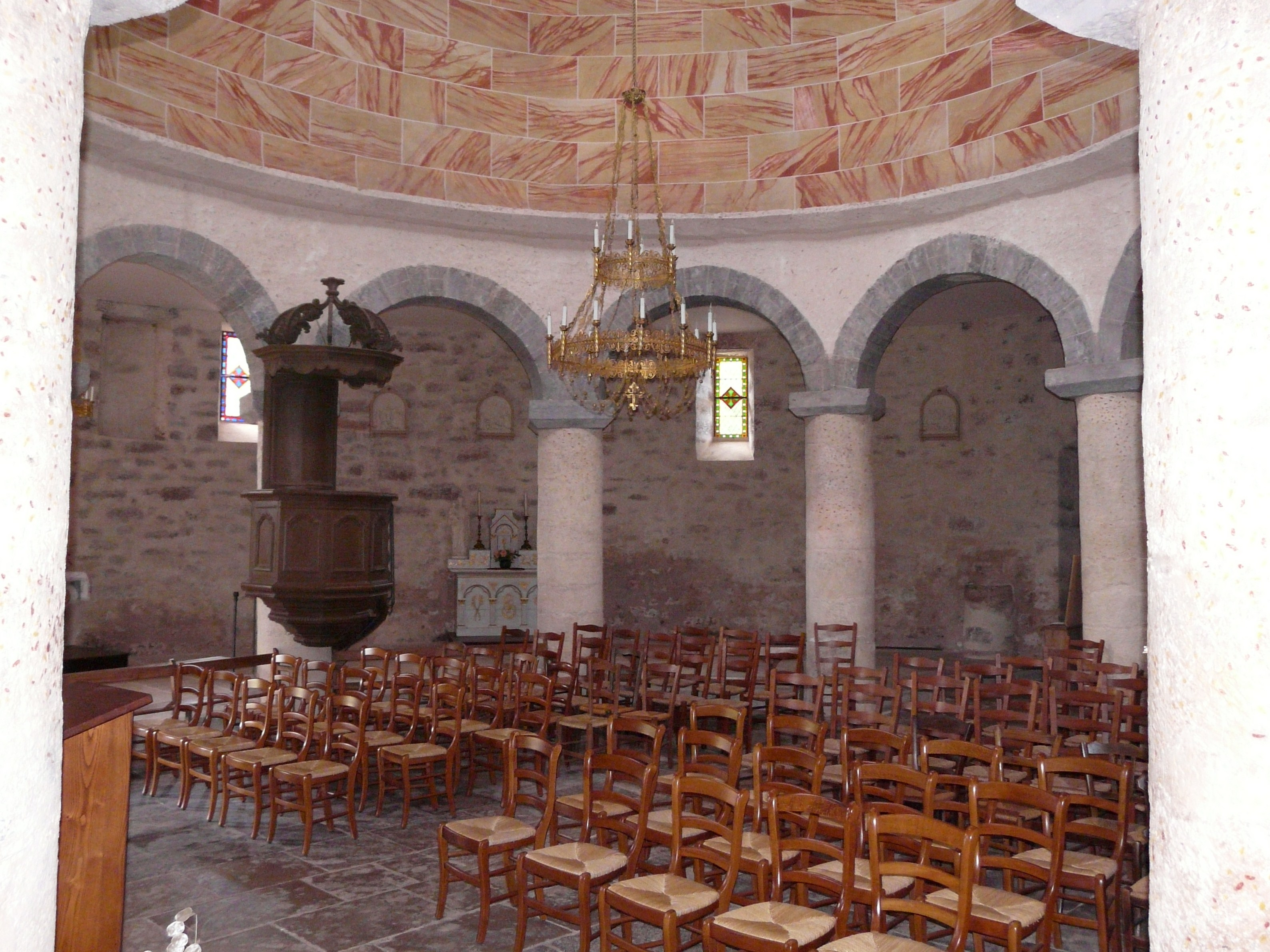
Les colonnes autour de la nef.

Son plan basé sur celui du Saint-Sépulcre de Jérusalem est en forme de rotonde, avec à l'ouest un portail roman sous porche au-dessus duquel se trouve le clocher à deux baies dont une a conservé sa cloche.
La nef, partie circulaire centrale de l'édifice, est entourée de colonnes. Un bas-côté fait le tour de la nef et le chœur, situé à l'est, est éclairé par un oculus. Dans son prolongement se situe la sacristie.

## Mobilier

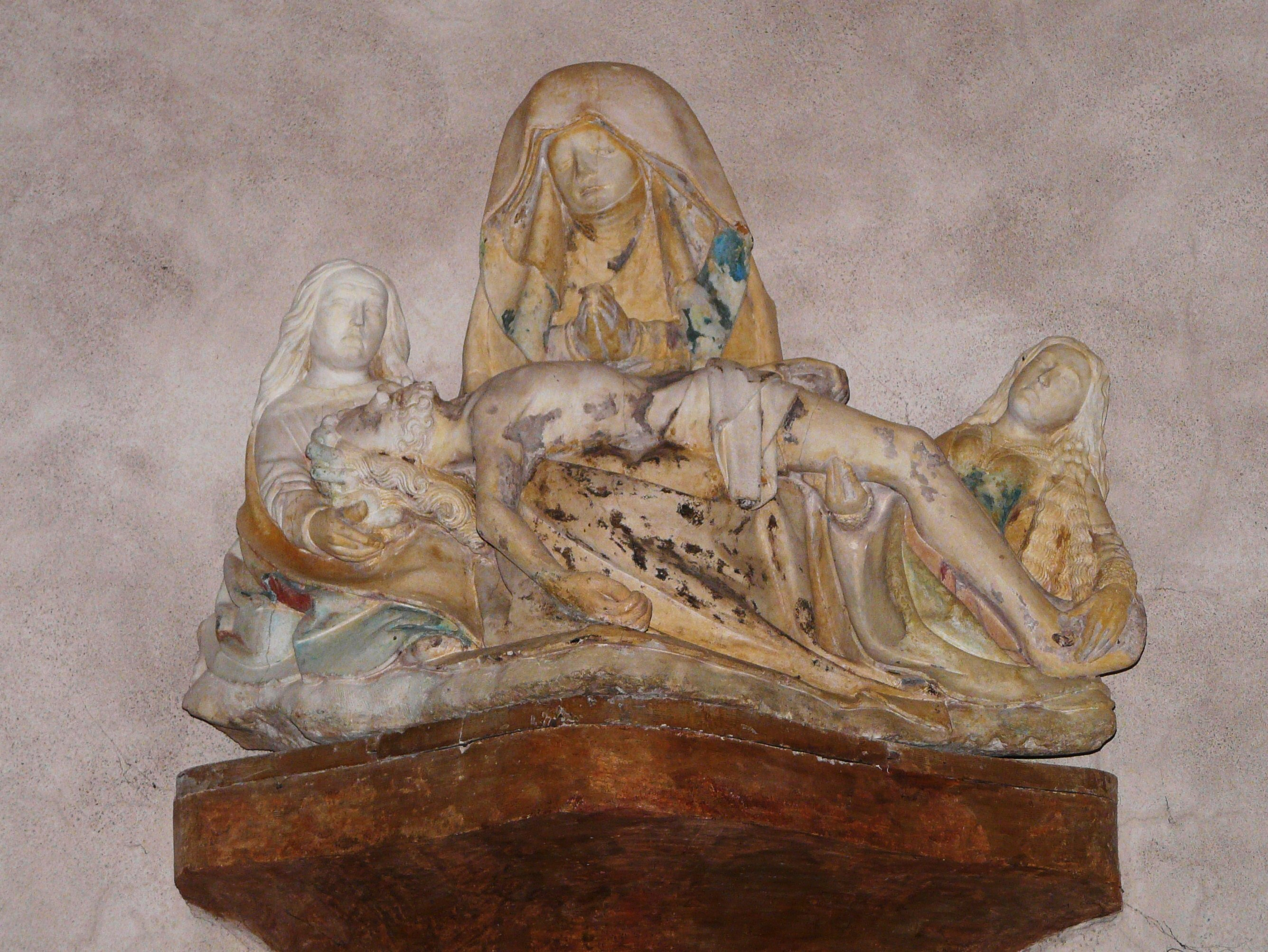
La Vierge de Pitié.

Parmi les objets que recèle l'église figurent une chaire à prêcher, un tabernacle du XVIIe siècle, un chapiteau roman remployé comme bénitier, et une Vierge de Pitié polychrome de la fin du XVe siècle en pierre calcaire, classée au titre des monuments historiques le 24 mai 1973.
Outre l'autel principal du chœur, quatre autres autels sont répartis dans le péristyle.
L'unique cloche, copie d'une cloche datant de 1525, a été refondue au XIXe siècle. Dédiée à saint Bonnet et saint Antoine, elle est classée le 12 novembre 1908 au titre des monuments historiques. L'autre cloche dédiée à saint Antoine et datant de 1675 a disparu.

## Galerie de photos

l'église de Saint-Bonnet-la-Rivière
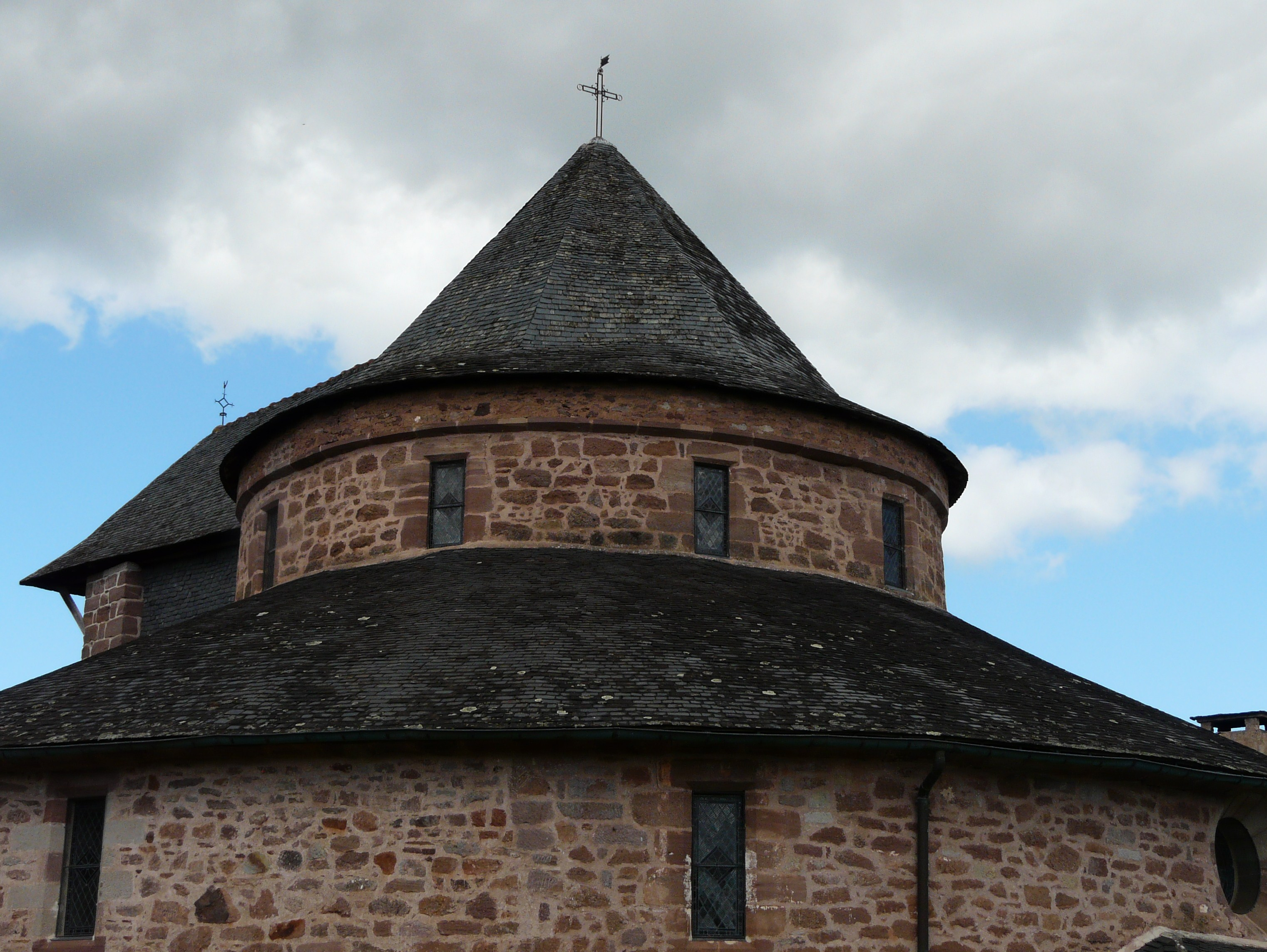
La toiture en ardoise.
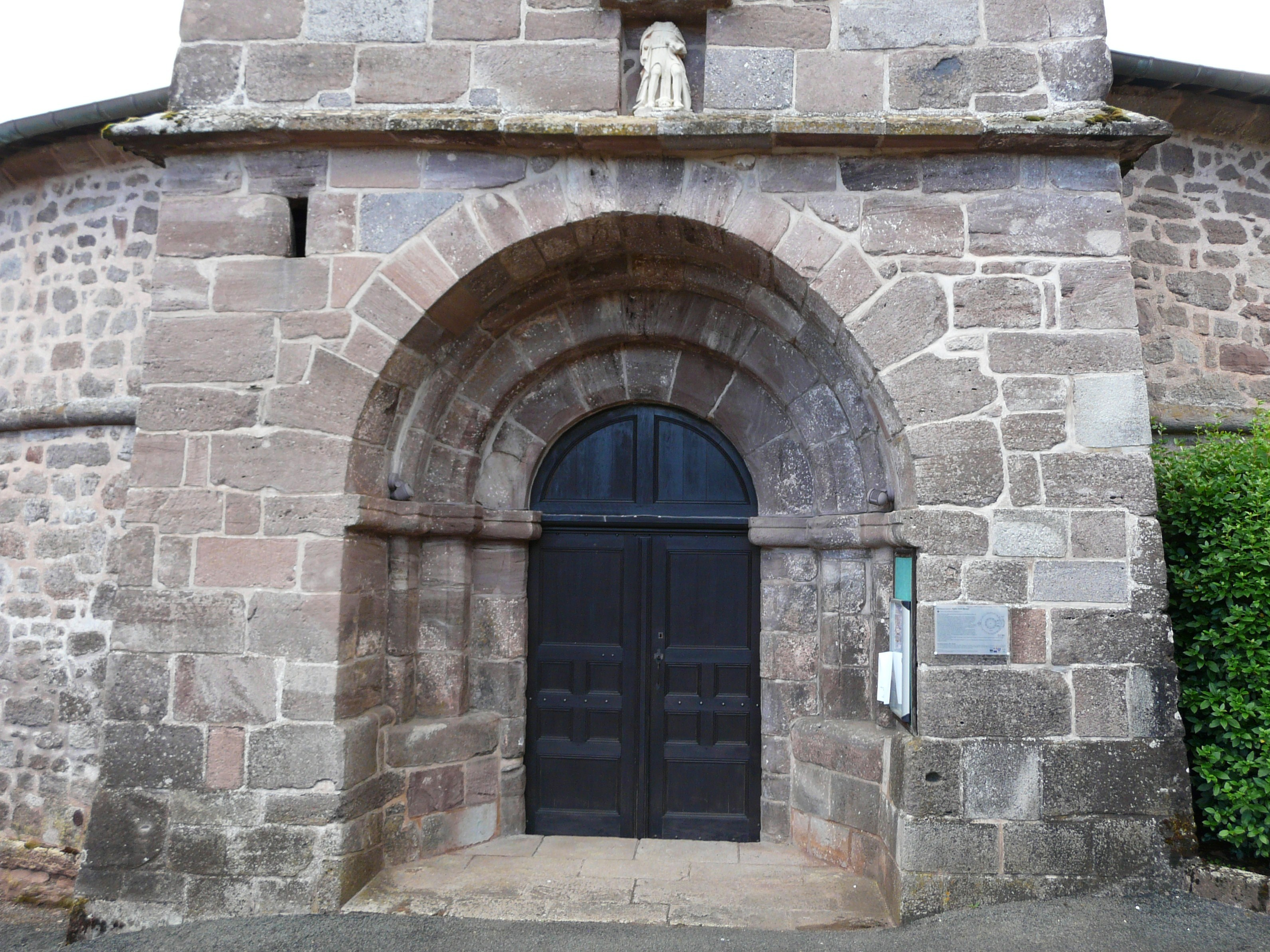
Le portail.
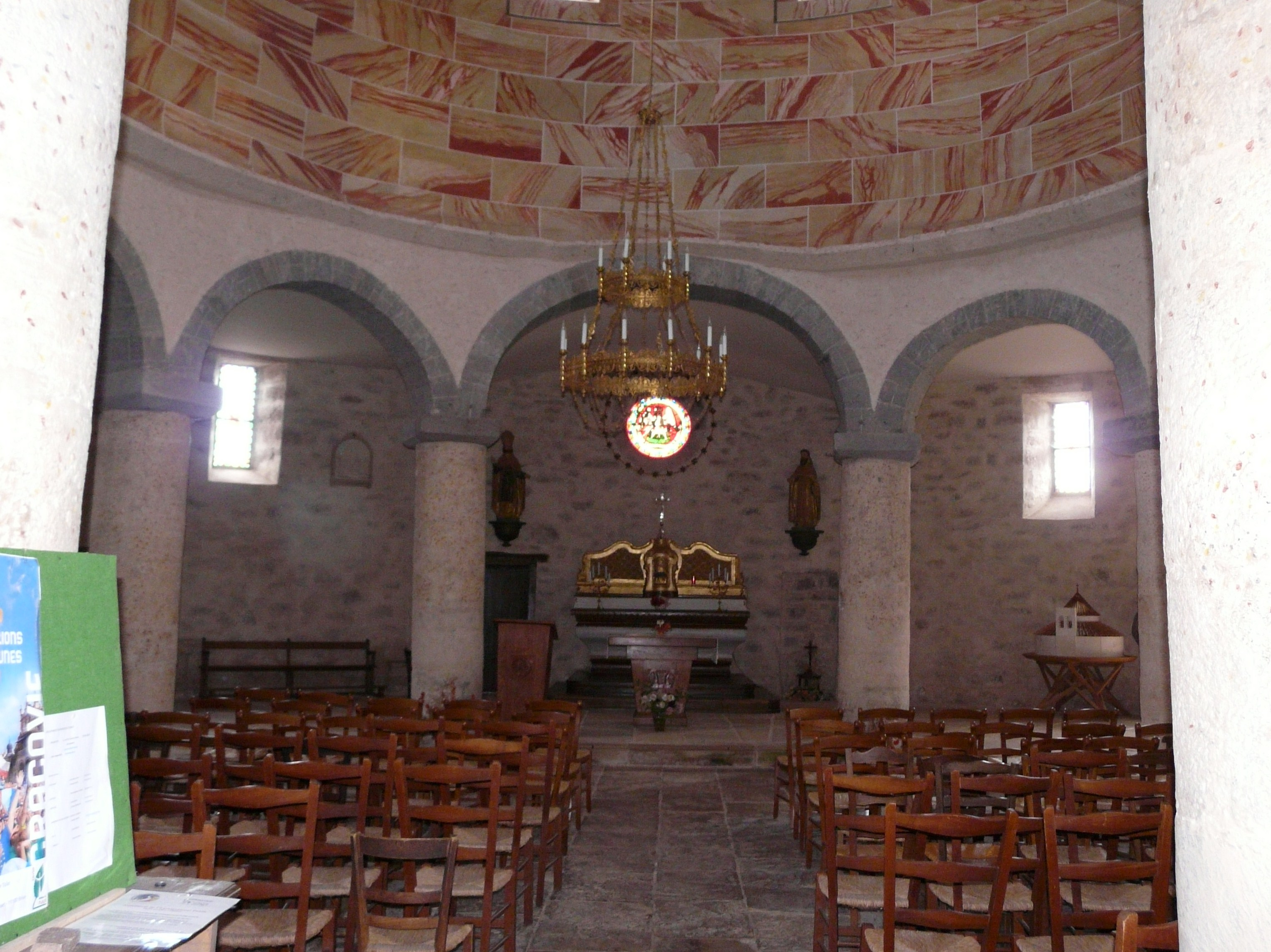
La nef et le chœur.
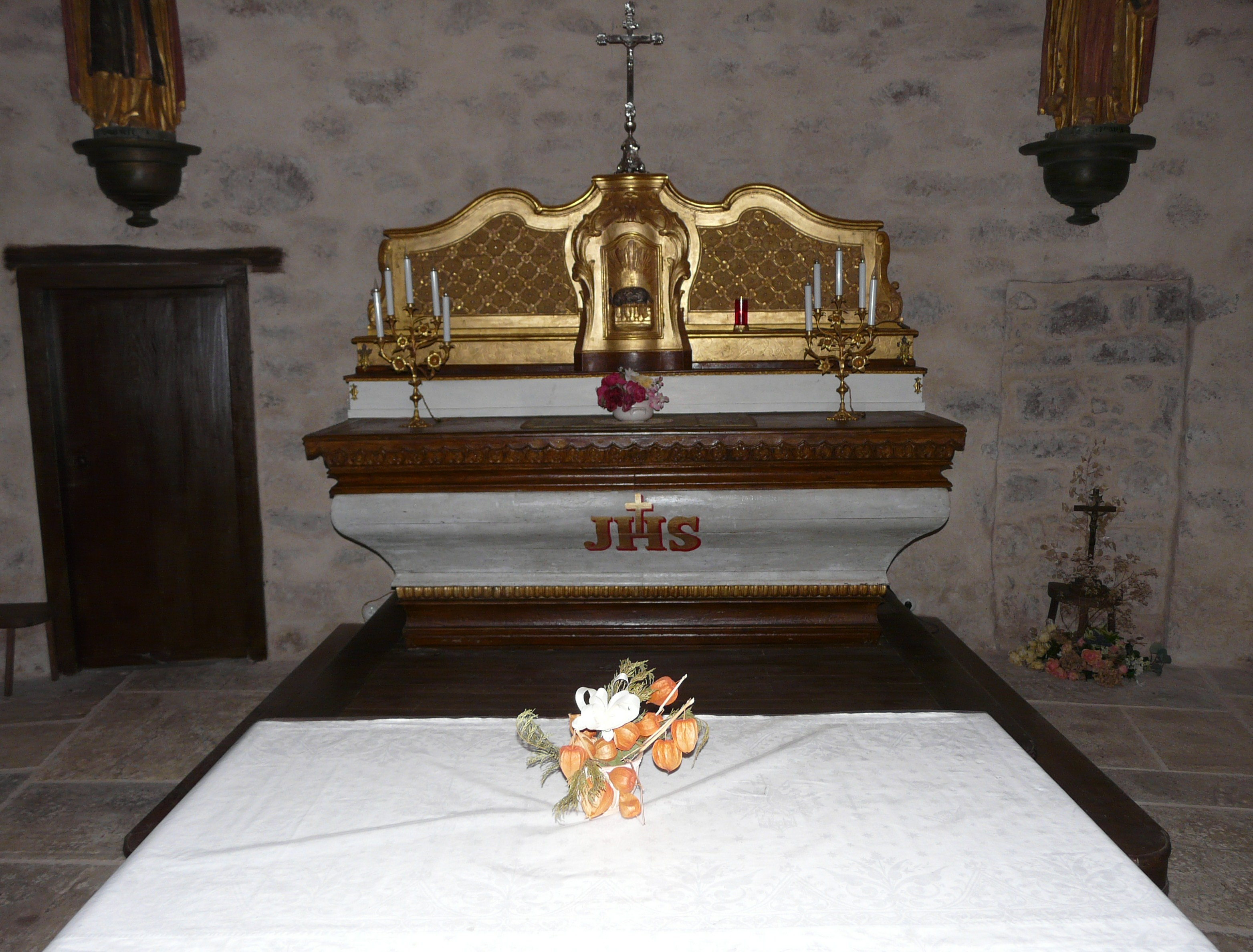
L'autel principal.